# Кайназарова, Суракан

Суракан Кайназарова, Исак Кочкорбаев и Иса Ахунбаев, 1952 год

Сурака́н Кайназа́рова (кирг. Зууракан Кайназарова; 5 [18] июня 1902, Жыламыш, Семиреченская область — 4 июня 1982, Фрунзе) — новатор колхозного производства, звеньевая колхоза «Дружба» Сокулукского района Киргизской ССР, дважды Герой Социалистического Труда (1948, 1957).

## Биография
Родилась 5 (18) июня 1902 года в селе Жыламыш (ныне — Сокулукский район Чуйской области).
Работала звеньевой колхоза «Дружба» Сокулукского района. В 1947 году звено Кайназаровой получило по 971,5 ц сахарной свёклы с 1 га на площади 15 га.
Член КПСС с 1939 года. Депутат Верховного Совета СССР 1-го и 3-го созывов (в 1937—1946 и 1950—1954 годах). Делегат 3—12-го съездов КП Киргизской ССР, избиралась членом ЦК КП Киргизской ССР. Была депутатом и заместителем председателя Верховного Совета Киргизской ССР.
С 1958 года на пенсии.
Умерла 4 июня 1982 года.
Правительство КР 15 июня 2015 года приняло Постановление «Об установлении 18 июня ежегодно отмечаемым Днем сельских женщин в Кыргызской Республике». Дата 18 июня была выбрана в честь дня рождения Зууракан Кайназаровой, выдающейся женщины в истории Кыргызстана.

## Награды
- Дважды Герой Социалистического Труда:
  - 26.03.1948 и 15.02.1957 — за высокие урожаи сахарной свёклы
- три ордена Ленина (31.01.1941; 9.06.1947; 26.03.1948)
- орден Трудового Красного Знамени (28.02.1946)
- медали
- Большая золотая медаль ВСХВ

## Память
- В Бишкеке на бульваре Дзержинского (ныне Эркиндик) установлен памятник Кайназаровой[2]. Автор памятника, сделанного из гранита — скульптор Сыдыков Базарбек Кимбилдиевич[3].
- Кайназарова была героиней документального фильма «Долина сахара», 1951 год[4].
- В кинокартине «Раззаков» актриса играла роль Зууракан Кайназаровой.